# Kovács Nimród Borászat
A Kovács Nimród Borászat az Egri borvidéken, a Grand Superior besorolású Nagy-Eged, Nyilasmár és Nagyfai-dűlőkben termeli nemzetközileg is jegyzett borait. Környezetbarát módon, kézi munkára alapozva gondozzák 30 hektárnyi szőlőültetvényüket. A pincészet Eger egykori rác negyedében, a történelmi Verőszala utcában található.

## A tulajdonos, Kovács Nimród
Kovács Nimród, a pincészet tulajdonosa, 1949-ben született Budapesten. 1971-ben elhagyta Magyarországot. Az Egyesült Államokban végezte felsőfokú tanulmányait, majd ott kezdte pályafutását reklámszakemberként. Később a telekommunikáció és a kábeltelevízió-fejlesztés területén lett nemzetközileg elismert üzletember. Munkájáért 2005-ben kitüntették a Magyar Köztársasági Érdemrend lovagkeresztjével. 2009-ben visszavonult a multinacionális üzleti életből, s azóta egri pincéjének fejlesztésén dolgozik.

## Borászat
A Kovács Nimród Borászat Eger történelmi részén, a Verőszala utcai pincesoron található. Már a 18. században százával voltak présházak a városban, éppen olyanok, mint a borászat hét összefüggő épülete. A présházak közvetlenül a pincék elé épültek, hogy a helyben történő szőlőfeldolgozást lehetővé tegyék. A szőlő fermentálása után a bort a hideg pincékben, hordókban tárolják.
Kovács Nimród 2009-ben a korábbi Monarchia Borászat nyomdokain kezdett a saját nevét viselő Kovács Nimród Borászat felépítésébe. Mivel az Egri borvidék éghajlata hűvös, Burgundiáéhoz és az Észak-Rhône völgyéhez hasonló, úgy látta jónak, ha ennek megfelelően átalakítják a birtok korábbi fajtaszerkezetét. A pincészet itt termett vörösborait (syrah, pinot noir, kékfrankos, házasítások) és fehérborait (furmint, pinot gris, Battonage Chardonnay, házasítások) a világpiac felső-középső szegmensébe pozicionálták. A pincészet munkáját Szerdahelyi Péter főborász, valamint egy amerikai borászati tanácsadó, Kent Barthman segíti, aki negyedévente látogatja a borászatot.

## Szőlőterületek és szőlőfajták
- Nagy-Eged (Eger), 10 hektár – Grand Superior

Egyedülálló fekvésű, dél-délnyugati irányú, meredek terület. Talaja szürke mészkő és mészmárga alapú üledék, amely a bornak különleges, ásványos jelleget ad. Az itt termett borok komplexitása, gazdagsága, gyümölcsössége és ásványos jellege a terroir földrajzi adottságainak és a forró nappalok és hűvös éjszakák által meghatározott mikroklímának is köszönhető.
A borászatnak tíz hektárja van a legendás Nagy-Eged-hegy tetején. Erről a „grand cru” területről származnak a pincészet presztízsborai.
Fajták: Furmint, Kékfrankos, Pinot Noir, Syrah, Cabernet Franc és Merlot.
- Nyilasmár (Noszva)), 8 hektár – Grand Superior

A néphagyomány szerint ezen a területen olvad el elsőként a hó, ami a föld jó minőségét jelzi. A Bogácsi-tónak köszönhetően egyedi mikroklímával rendelkező terület. Talaja ásványi anyagokban gazdag, emiatt karakteres, szép, üde, gyümölcsös borokat ad. Talaja gránit/vulkanikus, fekvése dél-délnyugati.
Fajták: Chardonnay, Pinot Gris, Pinot Noir, Syrah és Kékfrankos.
- Nagyfai-dűlő (Noszvaj), 12 hektár – Grand Superior

A dűlő nevét a szájhagyomány szerint a területen egykor álló nagy, terebélyes fáról kapta, melynek nagysága és kiállása jól megkülönböztette a dűlőt a többitől. Az 1900-as évek elején már bizonyítottan szőlőterületként tartották számon. A korábbi évekből még nem kerültek elő feljegyzések, de több adat utal arra, hogy a filoxéravész előtti időben is szőlőtermő dűlőként funkcionált.
Enyhe lejtésű, helyenként köves talajú, harmonikus és kerek borokat adó terület.
Fajták: Pinot Gris, Chardonnay, Pinot Noir, Syrah, Kékfrankos, Merlot, Cabernet Franc.
A borászat birtokborainak alapanyagát a Grand Superior besorolású noszvaji Nyilasmár és Nagyfai terroirok adják. A 2009-es évjárattól készült borok nevükben hordozzák a Monopole megkülönböztetést, amely arra is utal, hogy ezeken a területeken másnak nincs szőlője.

## Díjak
A pincészet syrah borai kiemelkedően szerepelnek tengerentúli és európai borversenyeken. A chicagói Beverage Tasting Institute tesztjén a Kovács Nimród Borászat 2011-es syrah-ja 2016-ban 93 pontot kapott, míg a 9 ezer bort zsűriző Brüsszeli Nemzetközi Borversenyen 94 pontra értékelték a 2012-es Soul Syrah-t. A chicagói megmérettetésen soha nem ért el még ilyen magas pontszámot európai syrah, Brüsszelben pedig valamennyi beküldött magyar bor közül a Kovács Nimród Borászat syrah-ja kapta a legtöbb pontot. Az egri pince Monopole sorozatából a Battonage Chardonnay 2013-as évjárata, a 2011-es Nagy-Eged Furmint, a 2009-es NJK és a 2011-es Grand Bleu is mind-mind legalább 90 pontot, azaz aranyérmet kaptak az USA-ban.

## További információ
- http://www.kovacsnimrodwinery.com/